# Heroldstatt (Landschaftsschutzgebiet)
Das Landschaftsschutzgebiet Heroldstatt ist ein mit Verordnung der Unteren Naturschutzbehörde beim Landratsamt Alb-Donau-Kreis vom 2. Dezember 2002 ausgewiesenes Landschaftsschutzgebiet (LSG-Nummer 4.25.123).

## Lage und Beschreibung
Das 703,3639 Hektar große Landschaftsschutzgebiet liegt im Norden und Osten halbkreisförmig um die Gemeinde Heroldstatt herum. Im Norden grenzt das Gebiet an das Landschaftsschutzgebiet Laichingen. Im Südosten grenzt das Gebiet an das Landschaftsschutzgebiet Blaubeuren und im Süden grenzt das Gebiet an das Landschaftsschutzgebiet Schelklingen. Das Gebiet gehört zu den Naturräumen Mittlere Kuppenalb und Mittlere Flächenalb.
Laut Steckbrief handelt es sich um eine durch abwechslungsreiche und kleinräumige Landnutzung bedingte Vielfalt, -Eigenart und Schönheit der Kuppenalblandschaft; Teil eines gemeindeübergreifenden charakteristischen Ausschnitts der Kuppenalb mit besonders markant ausgeprägten Landschaftsformen und Nutzungsverteilungen, 
für die Kuppenalb typischen Landschaftsformen und charakteristische landschaftsbildprägende und ökologisch wertvolle Kulturlandschaftselemente wie Feldhecken, Feldgehölze, Steinriegel, Feldraine, Wacholderheiden, Magerrasen, Einzelbäume, Baumgruppen, Streuobstwiesen, Felsen, Erdaufschlüsse, Dolinen und Höhlen; 
unverbaute und landschaftsästhetisch ansprechende Landschaftsteile als lokal und regional bedeutsame Erholungsräume.
Teile des Schutzgebiets gehören zum FFH-Gebiet Tiefental und Schmiechtal und Teile des Vogelschutzgebiets Mittlere Schwäbische Alb liegen im Landschaftsschutzgebiet.
Die Naturdenkmale Sontheimer Höhle, Hintere Kohlhaldehöhle und Fliegentäle befinden sich im Landschaftsschutzgebiet.

## Schutzzweck
Laut Schutzgebietsverordnung ist der wesentlicher Schutzzweck
- die durch die markante Oberflächengestalt des Trockentals, der Kuppen und Senken sowie durch die abwechslungsreiche und kleinräumige Landnutzung bedingte Vielfalt,-Eigenart und Schönheit der Kuppenalblandschaft zu erhalten;
- den Teil eines gemeindeübergreifenden charakteristischen Ausschnitts der Kuppenalb mit besonders markant ausgeprägten Landschaftsformen und Nutzungsverteilungen zu erhalten;
- die für die Kuppenalb typischen Landschaftsformen zu bewahren und die charakteristischen landschaftsbildprägenden und ökologisch wertvollen Kulturlandschaftselemente wie Feldhecken, Feldgehölze, Steinriegel, Feldraine, Wacholderheiden, Magerrasen, Einzelbäume, Baumgruppen, Streuobstwiesen, Felsen, Erdaufschlüsse, Dolinen und Höhlen zu erhalten;
- unverbaute und landschaftsästhetisch ansprechende Landschaftsteile als lokal und regional bedeutsame Erholungsräume zu erhalten.